# Wilhelm Tham (hovman)
Carl Wilhelm Sebastian Tham, född den 24 juni 1890 i Hakarps församling, Jönköpings län, död den  16 november 1988 i Sofia församling, Stockholms län, var en svensk militär och hovman. Han var son till Wilhelm Tham.

## Biografi
Wilhelm Tham föddes 1890 på Huskvarna i Hakarps socken. Han var son till Wilhelm Tham och Julia Elisabet Lovisa Reuterskiöld..
Tham avlade studentexamen vid Lundsbergs skola 1909 och officersexamen 1912. Han blev underlöjtnant vid Smålands husarregemente sistnämnda år, löjtnant där 1914, ryttmästare vid Livregementets husarer 1927, major där 1940 och överstelöjtnant 1950. Tham var tjänstgörande kammarherre hos kronprinsessan 1946–1950, hos henne som drottning 1950–1965, hovmarskalk hos kungen 1961–1973 (biträdande 1956–1961). Han blev riddare av Svärdsorden 1933 och av Vasaorden 1941.

### Familj
Tham gifte sig 15 oktober 1914 med grevinnan Margareta Hamilton (född 1893), dotter till generalmajoren greve John Hamilton och grevinnan Ulrika Ottiliana Lewenhaupt. De fick tillsammans barnen Madeleine Weibull (1915–2004) som var gift med Peder M. Weibull, hovmarskalken Elisabeth Palmstierna (1917–2013) som var gift med hovmannen Carl-Fredrik Palmstierna, sjuksköterskan Brita Ingegerd Louise Tham (1918–2014) som var gift med sjukgymnasten Nils Dubois, Viveka Lyrholm (1920–2013) som var gift med redaktören Sven Albert Lyrholm och lantmätaren Vilhelm Tham (1924–2020).